# M119 105mm榴弾砲

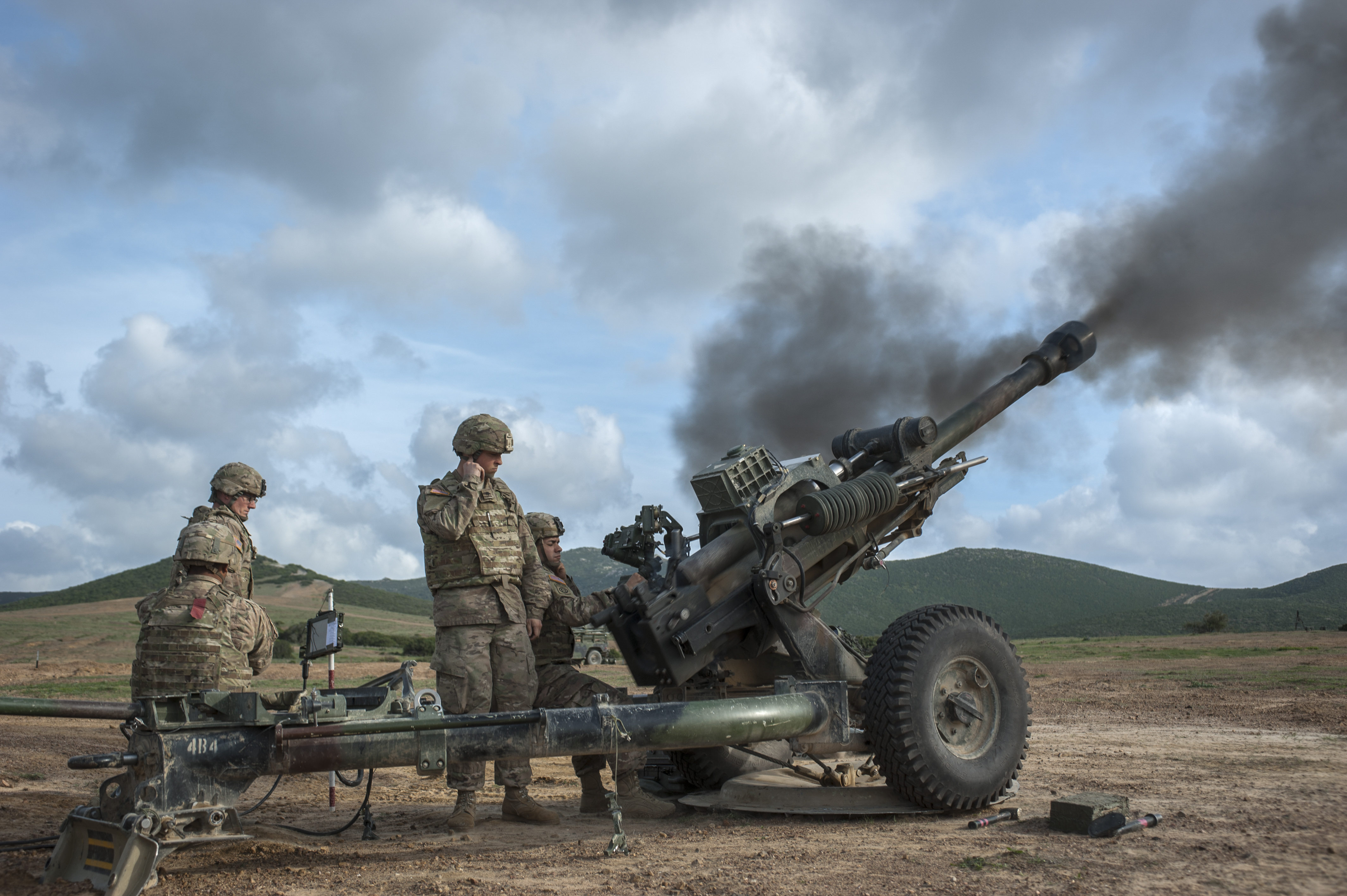
2015年11月2日、NATOの合同演習Trident Juncture 15にて行われたM119A3 105mm榴弾砲の射撃演習

M119 105mm榴弾砲（M119 105mm Howitzer）は、アメリカ合衆国がイギリス製のL118をライセンス生産して採用した榴弾砲である。

## 概要
アメリカ陸軍は戦略的機動力の高い軽装歩兵師団や空挺師団用の105mm榴弾砲としてM102を装備していたが、1982年のフォークランド紛争においてイギリス陸軍が使用したL118がM102を大きく上回る射程と性能の高さを有することに注目し、L118をアメリカ軍でも使用しているNATO標準規格の105mm砲弾を使用可能にしたL119を1987年にM119として制式採用し、ライセンス生産を行うことにした。
その後、細かな改良を行ったM119A1、新型の照準装置を装備したM119A2に逐次改良されながら運用されている。

## 運用

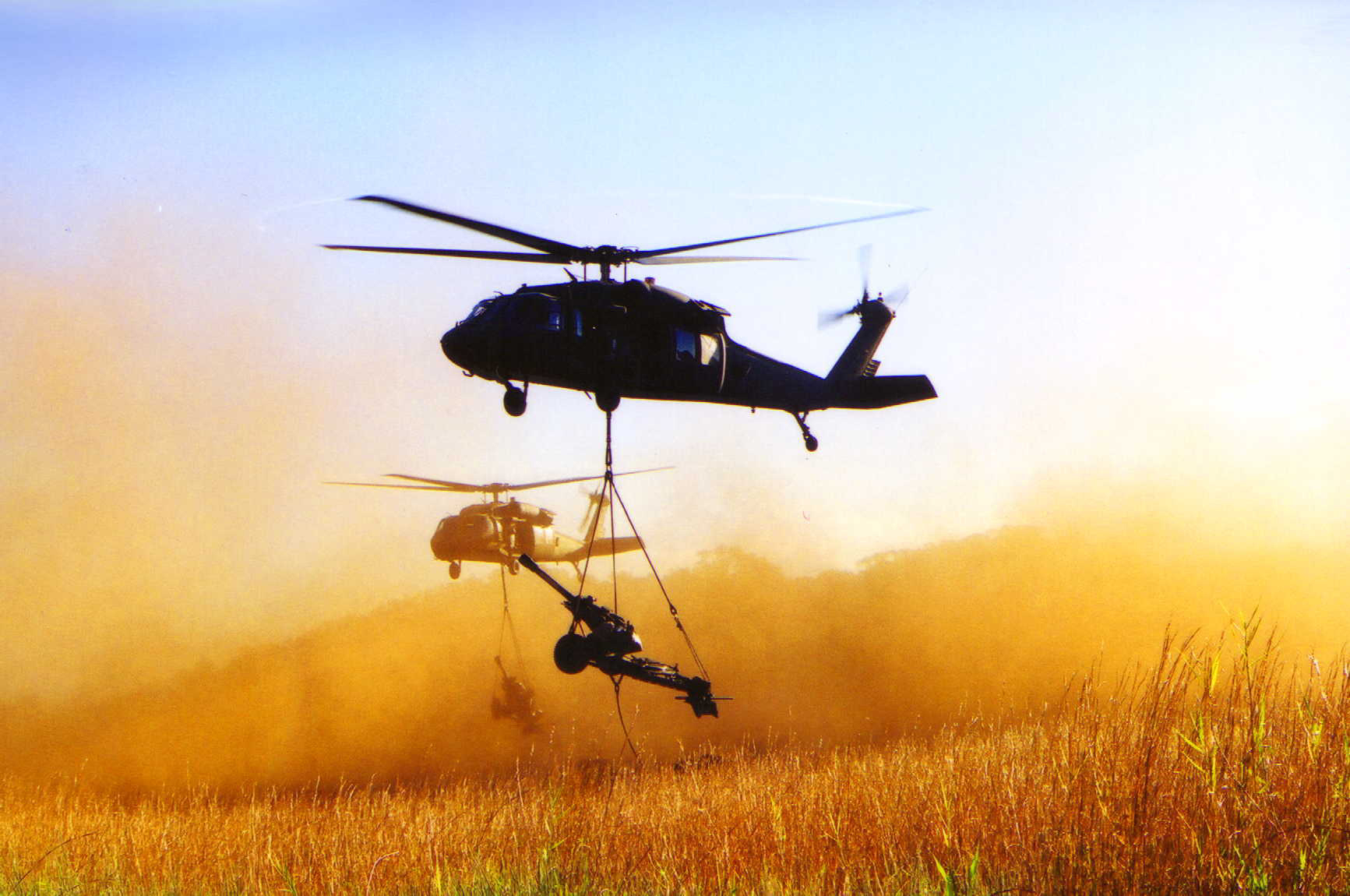
UH-60に吊り下げられて運ばれるM119

M119はアメリカ陸軍において、歩兵旅団戦闘団（IBCT）の編制において、主たる遠戦火力として運用されている。輸送手段としてはハンヴィーなどによる牽引の他、UH-60 ブラックホークやCH-47 チヌークの機体下部に吊り下げるなどの手段で容易に運搬することが可能である。
1991年の湾岸戦争で使用されたどうかは不明であるが、アフガニスタン戦争やイラク戦争では使用されている。
2022年ロシアのウクライナ侵攻に伴いアメリカが72門供与。

## 諸元・性能

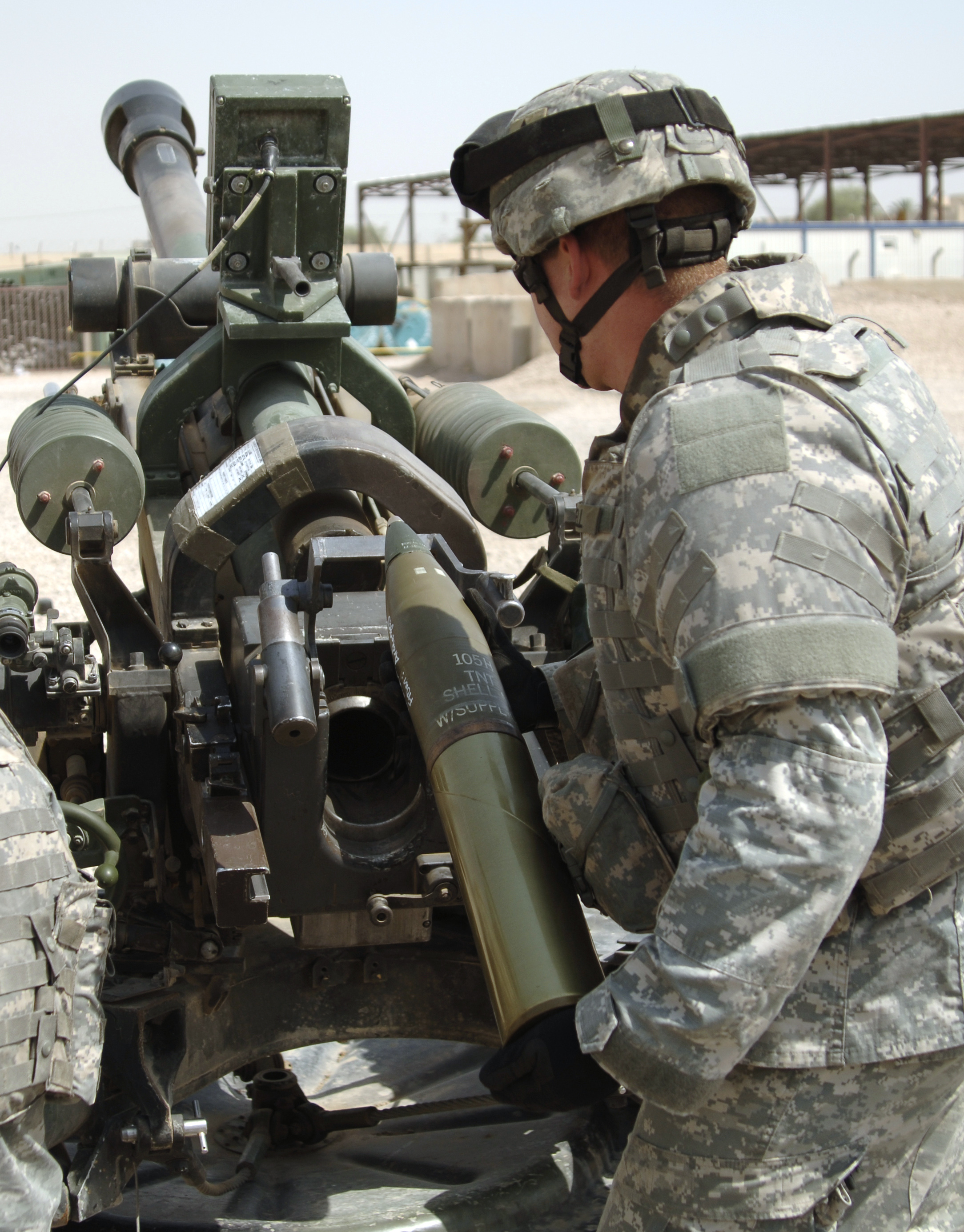
砲弾装填時の様子

出典: John Pike (2000年2月6日). “M119A1 105mm Lightweight Towed Howitzer” (英語). 2011年8月18日閲覧。
諸元
- 制式名: M119
- 種別: 榴弾砲
- 口径: 105mm

- 重量: 2,050kg
- 全長: 8.8m
- 全幅: 1.78m
- 砲員数: 7名

作動機構
- 砲尾: 垂直鎖栓式閉鎖機
- 反動: 液気圧式駐退復座装置
- 砲架: 装輪箱型式脚

性能
- 俯仰角: -100ミル（-5.625°）~1,244ミル（69.975°）
- 旋回角: 左右に100ミル（5.625°）ずつ
※台座に乗せた場合は、360度全周旋回が可能
- 有効射程: 14,000m
- 最大射程: 19,000m（RAP弾使用時）
- 発射速度: 6発/分（最大; 最初2分間）、3発/分（持続射撃時）

砲弾・装薬
- 弾薬: 半完全弾薬筒（105x372mmR; NATO標準規格）

## 登場作品

### ゲーム
『ARMA 2』
弾種は榴弾、白リン弾、照明弾、対装甲探知破壊弾、レーザー誘導砲弾、発煙弾が用意されている。プレイヤーが直接操作するほか、砲撃モジュールを使用して任意の地点に火力支援を要請可能。
『大戦略シリーズ』
イギリス、アメリカ合衆国の牽引野砲ユニットとして登場。
『back4blood』
ストーリーモードのACT1 4-4 雷鳴にてゾンビが出て来る鉱山の入口を破壊する為の兵器として登場する。